# Дробицкий, Эдуард Николаевич
Эдуард Николаевич Дробицкий (24 марта 1941, Кропоткин, Краснодарский край — 19 сентября 2007) — вице-президент Российской академии художеств, президент Творческого союза художников России, Народный художник Российской Федерации (2003), лауреат Государственных и международных премий.

## Биография
Эдуард Дробицкий родился 24 марта 1941 года в городе Кропоткин, Краснодарский край. В 1969 году окончил МАРХИ.
На рубеже 1950—1960-х годов Эдуард Дробицкий стал одним из лидеров отечественного андеграунда. В самые «застойные» времена он был избран председателем Московского комитета художников-графиков на Малой Грузинской и фактически создал творческую организацию, которая вывела из подполья неофициальное искусство. За десятилетия творческой работы он создал множество живописных и графических полотен, плакатов, проиллюстрировал свыше 100 книг, был художником-постановщиком более 200 спектаклей и фильмов. Дробицкий имеет 5 Гран-при, полученных на международных выставках, где соревнуются лучшие художники мира.
В первой половине 1980-х Эдуард Николаевич написал стихотворение «Письмо Рейгану от русского народа». На него также была написана музыка, исполняемая в том числе «Красной плесенью».
Похоронен в Москве на Троекуровском кладбище.

## Награды и звания
- Медаль «Ветеран труда» (1980)[5]
- Заслуженный деятель искусств Российской Федерации (2 мая 1996) — за заслуги в области искусства[6]
- Медаль «В память 850-летия Москвы» (1997)[5]
- Народный художник Российской Федерации (17 марта 2003) — за большие заслуги в области искусства[7]
- Почётный гражданин города Кропоткина (30 июня 2005)[5]
- Орден Почёта (26 июля 2006) — за заслуги в области культуры и искусства, многолетнюю плодотворную работу[8]